# Echinocyamus megapetalus
Echinocyamus megapetalus is een zee-egel uit de familie Echinocyamidae.
De wetenschappelijke naam van de soort werd in 1914 gepubliceerd door Hubert Lyman Clark.